# Política de Bolivia
La política de Bolivia está orientada por medio de un Estado  unitario con autonomías: El Estado Plurinacional de Bolivia, organizado según la Constitución Política. En 2016, Bolivia era el segundo país de América Latina con la mayor representación de mujeres en el parlamento. Representaron el 51% de los diputados y el 44% de los senadores.

## Historia
La guerra civil entre los conservadores y los liberales terminó en 1899 con la victoria de estos últimos; comenzó una era liberal que duró hasta 1920. Se desarrolló un sistema de educación pública, acompañado de un anticlericalismo moderado: el catolicismo perdió su condición de única religión reconocida por el Estado en 1906 y el matrimonio civil fue adoptado en 1911. El liberalismo boliviano, sin embargo, perdió claramente su carácter progresista para coexistir con los intereses de las nuevas fortunas del estaño (la era liberal también se considera como la era del estaño, con un aumento considerable de la producción de estaño), los terratenientes y el ejército. Inspirado en el ejemplo de la revolución liberal liderada por Eloy Alfaro en Ecuador, un nuevo liberalismo se organizará en un partido republicano y expresará algunas preocupaciones sociales contra la dominación de la oligarquía liberal.

## Estado

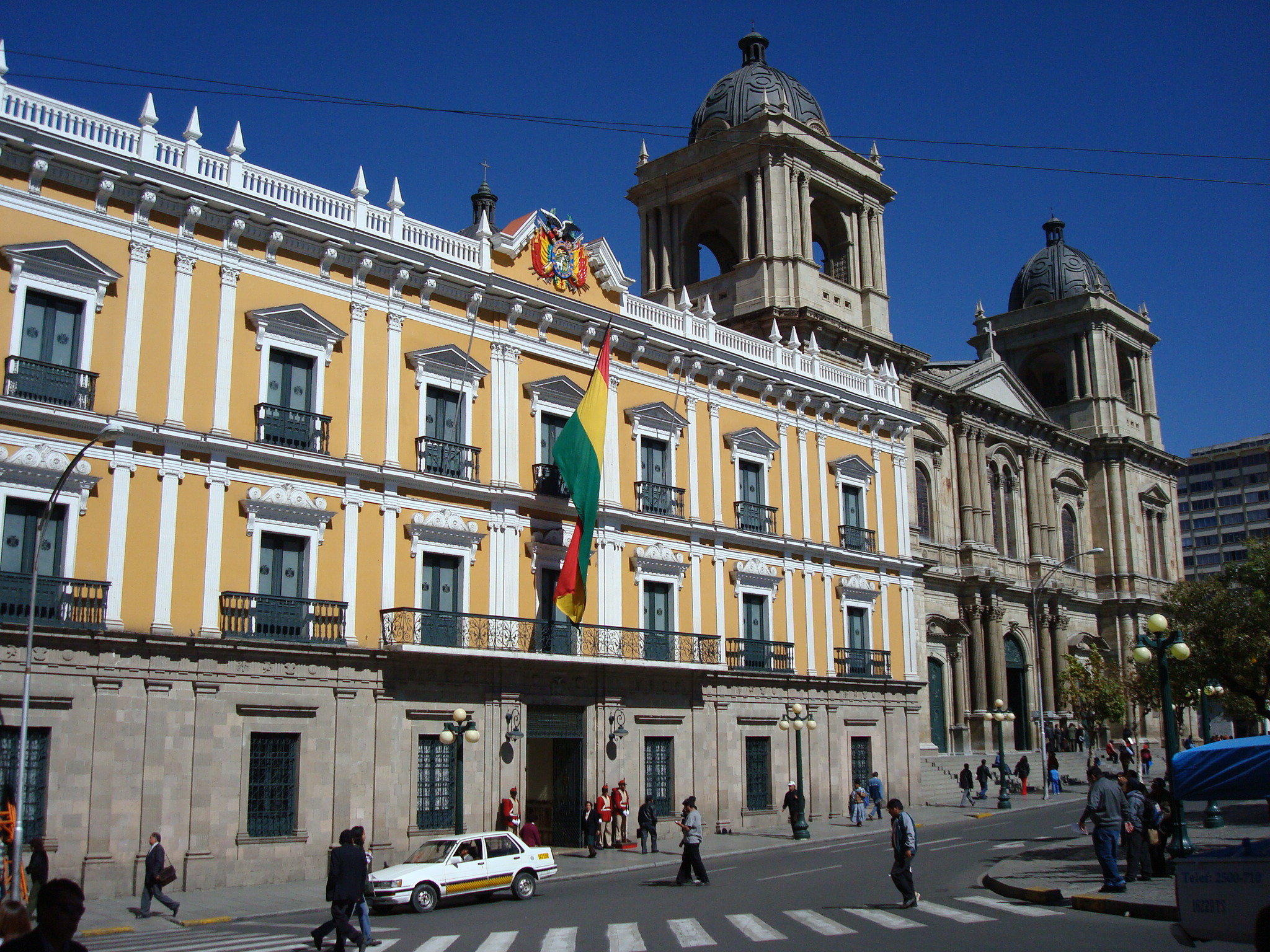
Palacio Quemado, sede del ejecutivo.

Bolivia se compone principalmente del Presidente del Estado (Órgano Ejecutivo) que actúa en coordinación con los Ministerios de Estado, la Asamblea Legislativa Plurinacional (Órgano Legislativo) y las diferentes cortes que ejercen el (Órgano Judicial).
Su sistema electoral consta de sufragio universal y obligatorio, con mayoría de edad a los 18 años.

### Órgano Legislativo

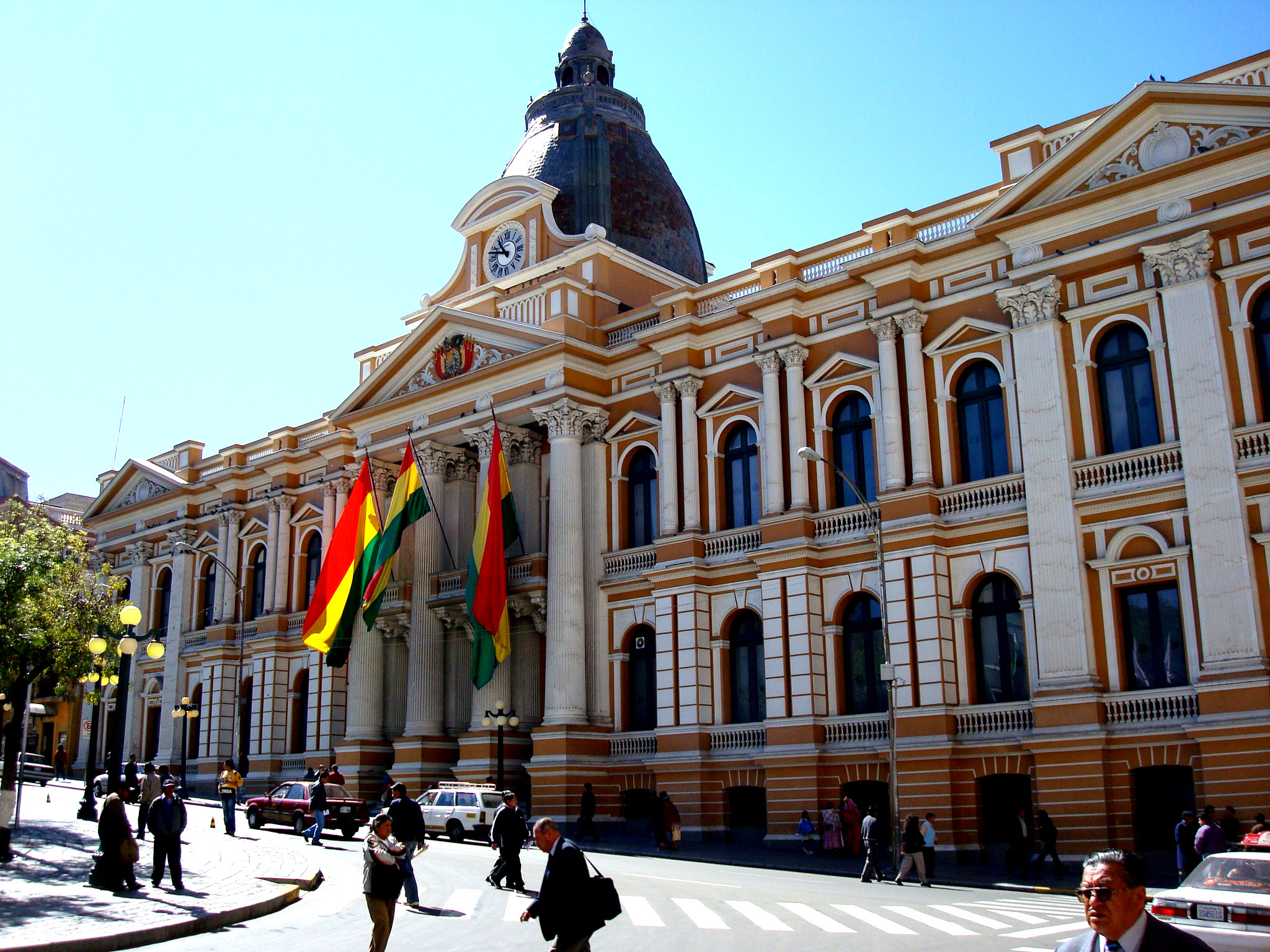
Asamblea Legislativa Plurinacional, sede del legislativo.

Asamblea Legislativa Plurinacional bicameral, presidido por el vicepresidente del Estado.
- Cámara de senadores: 36 miembros elegidos por sufragio universal directo para un mandato de 5 años. Se eligen cuatro Senadores por Departamento.
- Cámara de los Diputados: 130 escaños elegidos por sufragio universal directo para un mandato de cuatro años; 62 elegidos en las 9 circunscripciones departamentales por sistema proporcional (D'hondt) y 68 en circunscripciones uninominales (más pequeñas que los departamentos) por mayoría simple.

Los legisladores de ambas Cámaras (senadores y diputados electos) representantes de un mismo departamento o región, integran de manera conjunta las Brigadas Parlamentarias Departamentales, organizadas para coordinar acciones de interés regional.

### Órgano Judicial
El Poder Judicial está constituido por cuatro organismos fundamentales, según la nueva Constitución Política del Estado de 2009. Algo significativo de esta nueva constitución es que cada uno de los miembros de las entidades que conforman el Órgano Judicial son elegidos por el voto popular de todos los ciudadanos, Bolivia es el único país del mundo que elige de esa manera a los miembros del Poder Judicial. 
El Tribunal Supremo de Justicia,el más alto tribunal de justicia del Estado  en materia ordinaria, contenciosa y contencioso-administrativa. Está integrado por nueve Magistradas o Magistrados Titulares que conformarán Sala Plena y nueve Magistradas o Magistrados Suplentes. Los Magistrados duran en sus funciones seis años y no pueden ser reelegidos. El Tribunal tiene su sede en Sucre. Los Tribunales Distritales en cada capital de Departamento, tienen jueces de partido de instrucción en materias civil, comercial, penal, de sustancias controladas, familiar, del menor de trabajo y seguridad social, de minería y administrativa.
El Tribunal Constitucional Plurinacional, órgano independiente sometido solo a la Constitución, con sede en la ciudad de Sucre, está integrado por cinco magistrados que conforman una sola sala. Duran en sus funciones un periodo de seis años y no pueden ser reelegidos.
Entre sus principales atribuciones está la de conocer en única instancia los asuntos de puro derecho sobre la inconstitucionalidad de las leyes, conflictos de competencia entre los poderes públicos y entre los niveles autonómicos, recursos directos de nulidad y la revisión de los recursos de amparo constitucional y habeas corpus.
El Consejo de la Magistratura es el órgano administrativo y disciplinario del Poder Judicial. Tiene su sede en la ciudad de Sucre.
El Tribunal Agroambiental, que es el máximo tribunal especializado de la jurisdicción agroambiental. Se rige en particular por los principios de función social, integralidad, inmediatez, sustentabilidad e interculturalidad.
También existe una Jurisdicción Indígena Originaria Campesina, que establece la capacidad que tienen los Pueblos Indígenas de Bolivia de ejercer las justicia de acuerdo a sus usos y costumbres.

## Órgano Electoral
Este órgano es considerado un poder del Estado en la Nueva CPE de Bolivia de 2009. Está conformado por:
1. El Tribunal Supremo Electoral, como máxima instancia.
2. Los Tribunales Electorales Departamentales, como instancias a nivel Departamental.
3. Los Juzgados Electorales.
4. Los Jurados de las Mesas de Sufragio.
5. Los Notarios Electorales.

## Participación en organismos internacionales

### Naciones Unidas
- ONU
- UNCTAD
- FAO
- OIT
- CEPAL
- Unesco
- OMS
- OMI
- FIDA
- ONUDI
- OIM
- IAEA
- OACI
- UTI
- OMPI
- OMM
- OMT
- MONUC

### Instituciones financieras y comerciales
- FMI
- OMC
- BID
- BIRF
- AIF
- CFI
- ISO (correspondiente)

### Otros
- Mercosur (en proceso de incorporación)
- OEA
- G-77
- IATA
- Interpol
- ALADI
- FISCR
- MPNA
- OPANAL
- OPAQ
- CPA
- UPU
- OMA